# 蔡國禎
蔡國禎（？—？），號虚谷，福建漳州府海澄縣六都人。

## 生平
乙酉（1585年）七月初六日生。万历三十七年（1609年）己酉科福建乡试举人，四十一年（1613年）癸丑科進士，为人忠厚慈爱，所历皆戎务，而宽严得体。兵部觀政，四十四年授中书舍人，四十八年升兵部车驾司员外郎，天啓三年升郎中，尝监试武闱，阅射特严，弊窦曰非，特欲得真才，乃欲教始进者以正也。天啓五年（1625年）十月升浙江按察司副使、分巡金衢道，则宽以待卒伍，曰：此班定远所谓非孝子顺孙者不以所以作其气也。以请养归，父母皆九十馀，终丧，年逾七十矣，遂不出。居家友爱特至，诸弟有犯，让之而已。磁陵上下港争水利，一言定之，民立碑归德焉，殆为善于乡，而施于有政者欤。

## 家族
曾祖蔡際時。祖父蔡漢。父蔡廷佐。